# Érosion du littoral

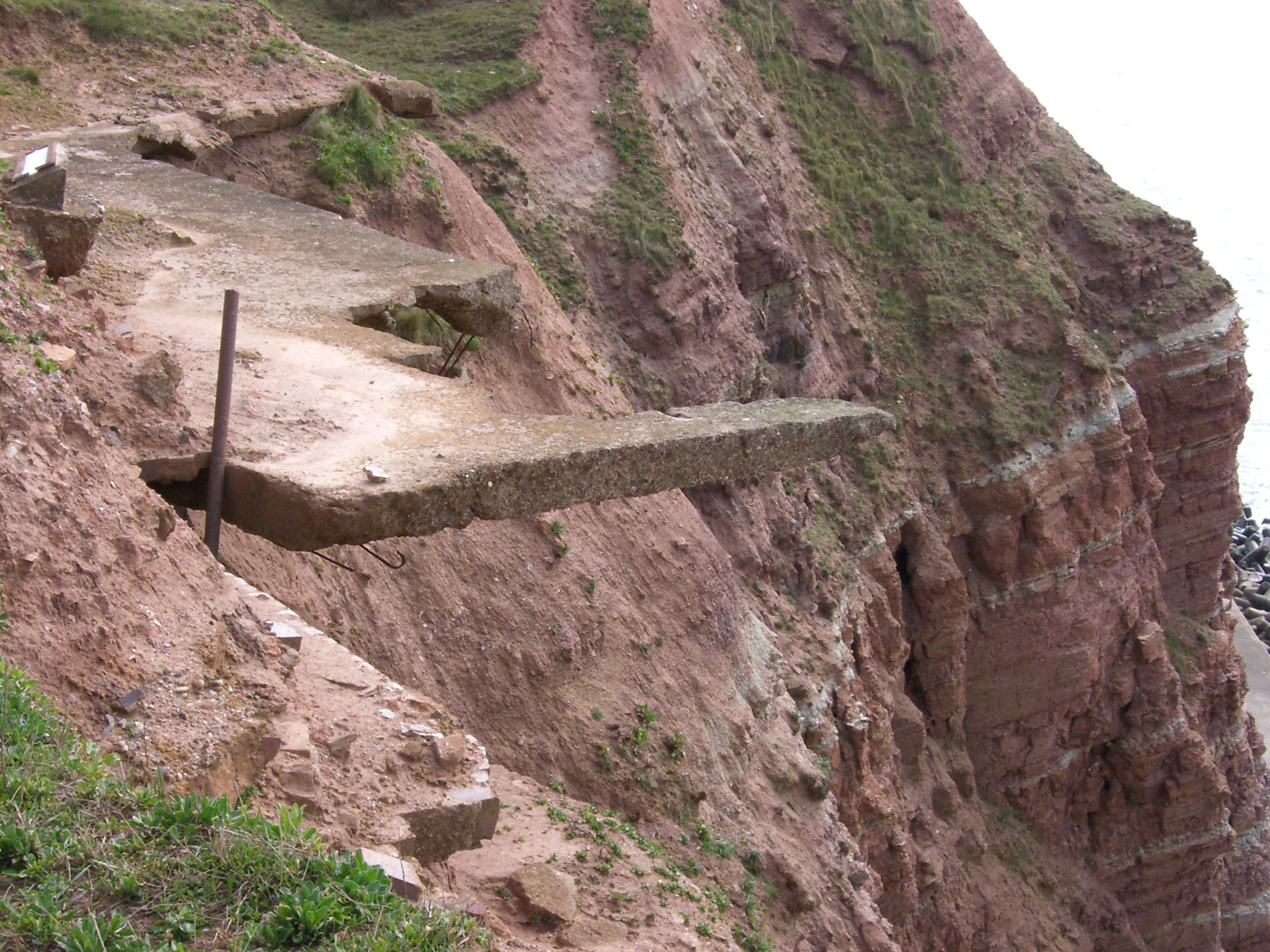
Environ 75 % du trait de côte européen régresse significativement et parfois rapidement. Les causes sont soit naturelles, soit liées à des activités humaines, ici sur l'île Heligoland (Allemagne).

L’érosion du littoral, appelée aussi érosion côtière ou recul du trait de côte, est un phénomène d'origine naturelle et/ou anthropique, qui se produit en de nombreux endroits du monde (20 % du littoral français est concerné en 2024) et qui peut être critique pour certaines villes littorales, infrastructures, notamment dans les îles. Différents facteurs peuvent causer cette érosion non compensée par l'engraissement local : facteurs planétaires telles que la légère montée des océans et les phénomènes de rééquilibrage isostatique, et facteurs locaux qui déséquilibrent le bilan sédimentaire et la disponibilité de sédiments : conditions hydrodynamiques, courants marins, altération mécanique qui résulte de la pression des mouvements ondulatoires de l'eau (action des vagues et de la houle) particulièrement lors de grandes marées et de fortes tempêtes, suintements d'eau douce, ruissellement d'eau de pluie liée à la dénudation des surfaces favorisée par plusieurs facteurs anthropiques : artificialisation et imperméabilisation des sols, circulation de véhicules, surpiétinement des randonneurs, diminution des apports terrigènes en sable à la suite de la construction de nombreux barrages dans les bassins versants des cours d'eau ou de l'extraction de sables, installation d'ouvrages de protection qui perturbent le bilan sédimentaire, nettoyage excessif de la végétation qui participe à la fixation des sols, déforestation…
On observe alors un recul du trait de côte, des couloirs de ravinement, l'abaissement des plages et des petits fonds, des dépôts de pente lorsque les roches sont globalement saines, ou des phénomènes plus ou moins spectaculaires lorsque les roches sont altérées : éboulements rocheux, glissements de matériaux ponctuels ou en masse, suivant la hauteur, la pente et la nature de la falaise.
Pour répondre aux besoins d'état des lieux et de prospective (face notamment au dérèglement climatique et à la montée de la mer), une cartographie (normalisée ) de l'évolution du trait de côte est en cours dans de nombreux pays, dont la France.

## Le phénomène

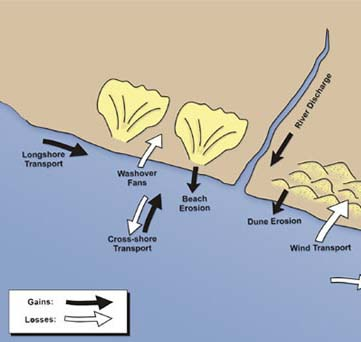
Diagramme illustrant le bilan sédimentaire des plages qui peut être équilibré (plages stables), excédentaire (accrétion des plages qui s'engraissent) ou déficitaire (érosion des plages qui dégraissent).

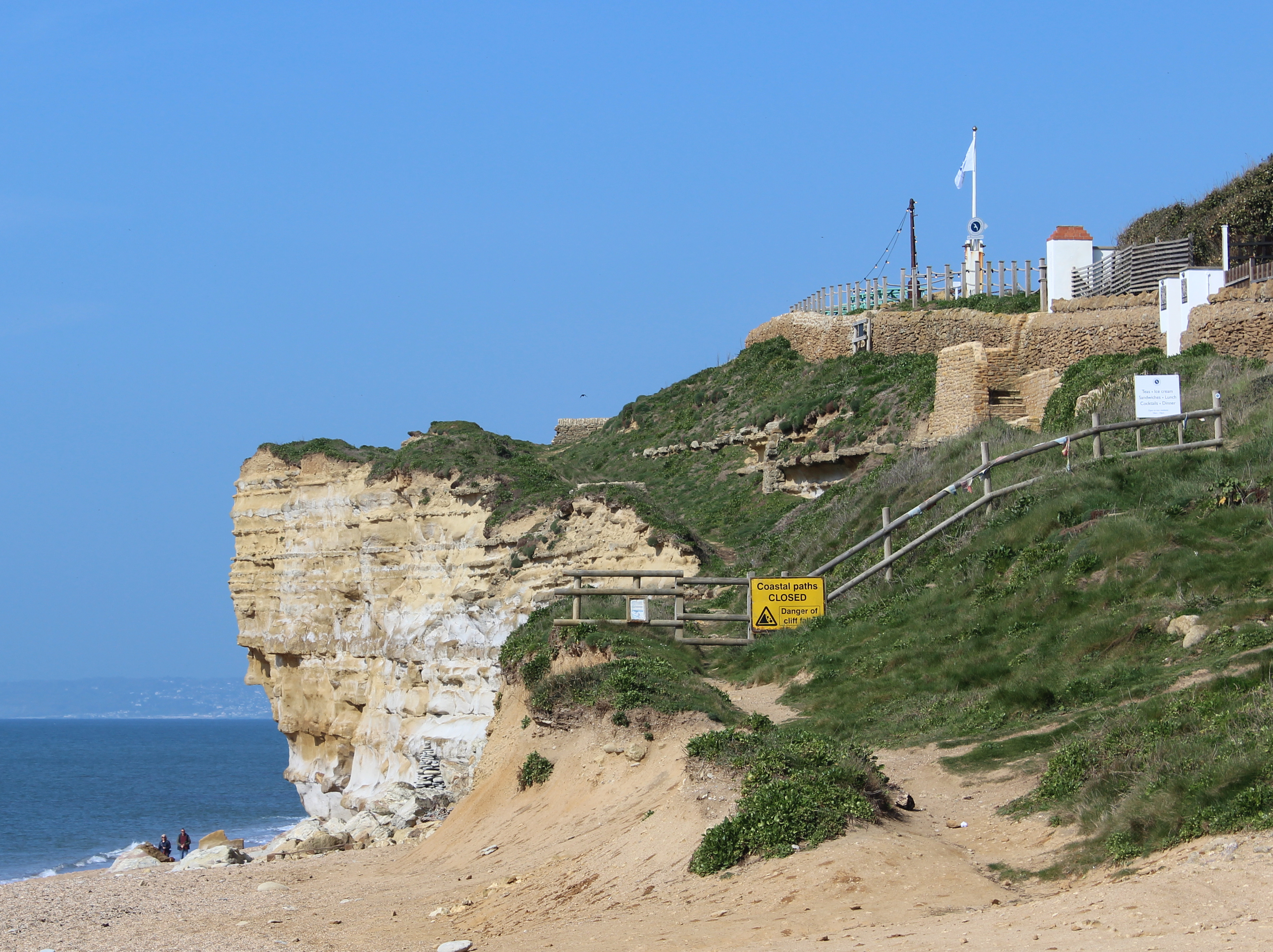
Érosion d'East Cliff, West Bay - partie du littoral du Dorset et de l'est du Devon. Notez que le chemin côtier a été détourné pour éviter les terrains dangereux.

La mobilité des dunes, des estuaires et du trait de côte est naturelle. Elle résulte de l'action combinée des vagues, du vent, des courants et des flores fixatrices des sables et vases, là où elles existent.
L'érosion littorale est plus importante sur les substrats mous (sable). Les plages représentent environ 20 % du linéaire côtier mondial. On estime actuellement que 70 % de la longueur de ce linéaire est érodé, 20 % est stable, et 10 % seulement montre des signes d'élargissement (progradation du trait de côte par engraissement sédimentaire naturel des plages, l'engraissement artificiel étant un épiphénomène).
En France, en 2003, l'Institut français de l'environnement estime qu'un quart (24 %) du trait de côte métropolitain recule, quand un dixième gagne sur la mer, près de 50% étant stable. Le reste (17 %) étant artificiellement figées (zones portuaires et digues) ou de côtes dont la dynamique n'est pas étudiée (5 %). 20 ans plus tard, selon le CEREMA, plus de 5 000 logements sont menacés et 200 routes pourraient être coupées entre 2025 et 2050. Le phénomène est particulièrement grave pour les îles, par exemple pour les îles Tuvalu menacées de disparition en France pour la Guadeloupe (où en 2024, la commune de Deshaies a décidé de s'y adapter, et où douze communes se proposent de travailler à une nouvelle législation et à des aménagements ad hoc.

## Causes
Elles sont nombreuses :
- La nature géologique de la côte. Par exemple, pour les falaises rocheuses dures (granite, gneiss), le recul moyen annuel est inférieure à 1 mm/an ; pour les roches à côtes plus tendres (calcaire, schiste), il est de l'ordre de 1 à 10 mm/an ; pour la craie et les roches sédimentaires du Tertiaire, de l'ordre de 0,1 à 1 m/an ; de 1 à 10 m/an pour les dépôts quaternaires ; de l'ordre de 10 m/an pour les falaises de roches meubles (molasse, flysch, argile à silex, sables, marnes, dépôts volcaniques meubles)[12]. Pour les côtes à falaises, la valeur de ce recul est tributaire de la lithologie du rivage, mais aussi de l'exposition de la côte aux agents de la dynamique marine ;
- Le nettoyage des plages : en détruisant les laisses de mer qui servaient de nourriture aux micro-organismes vivant dans le sable, il élimine les cordons dunaires qui se forment à partir de ces laisses et qui constituent un frein à l'érosion naturelle ;
- Le réchauffement climatique, en augmentant le niveau de l'eau, et la force des aléas climatiques.
- Les aménagements portuaires ou de digues, ayant des effets parfois spectaculaires, souvent via des modifications des courants qu'ils induisent ;
- La diminution, voire la disparition dans certains cas, des apports sédimentaires à la côte, en raison de la construction de barrages, des programmes de canalisation et d'irrigation ;
- Les gravières sous-marines peuvent aussi avoir des effets différés en termes de mouvements de sédiments ;
- Des pompages ou drainages peuvent aussi indirectement modifier l'érosion de certaines falaises en y produisant des phénomènes de solifluxion ou des effets plus vifs du gel/dégel et des sécheresses (alternances de retraits et gonflements par exemple).
- Sur les plages, et face aux dunes, certains ouvrages de protection (épis par exemple) se sont eux-mêmes montrés capables de modifier les courants et surcreuser des plages ou des vasières plus en aval ;
- La destruction des mangroves est un des principaux facteurs de ce recul en zone tropicale.
- Localement des événements tels que les tsunamis peuvent emporter des portions entières de littoraux.

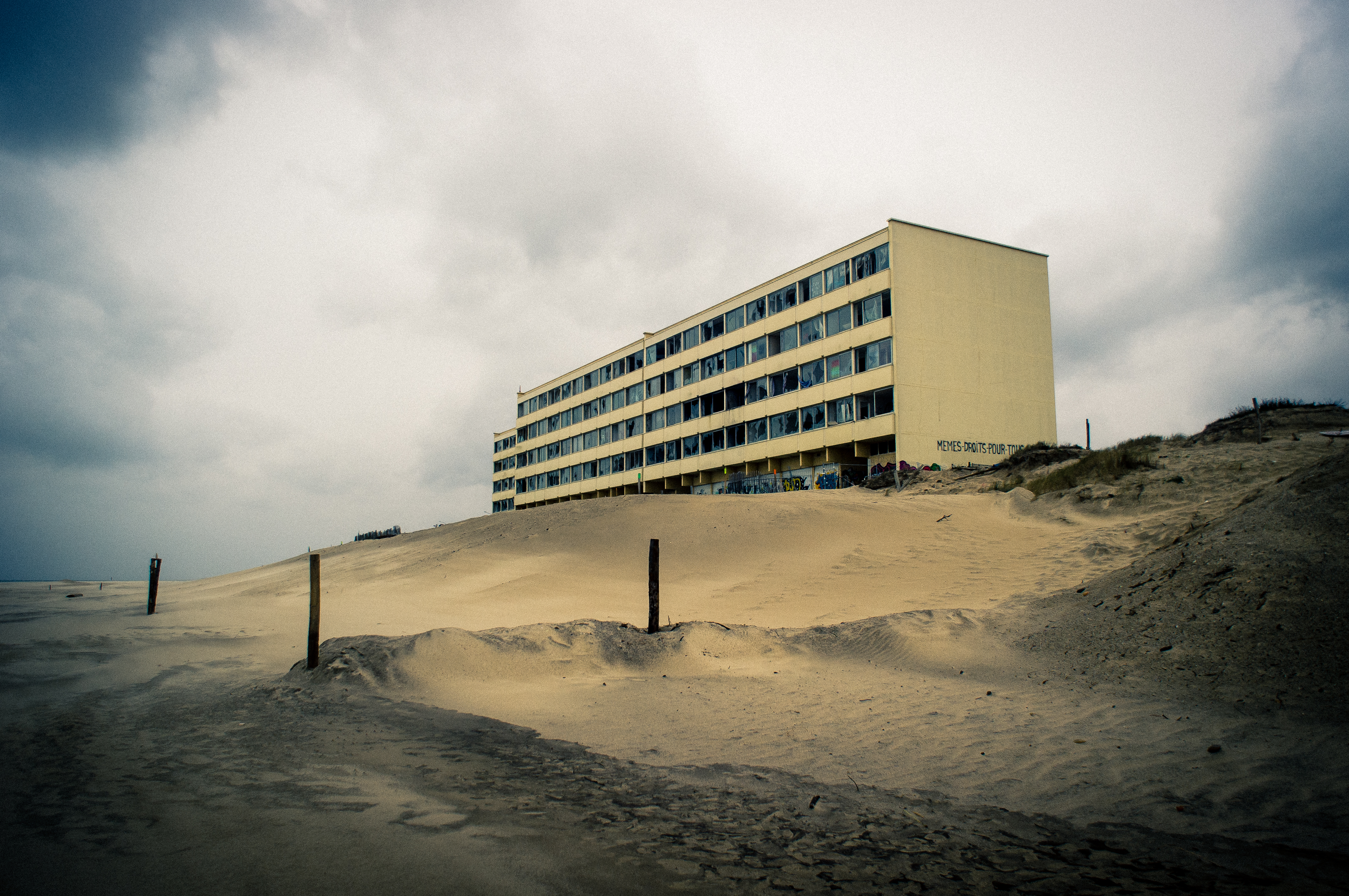
La résidence du Signal, à Soulac-sur-Mer, est devenue le symbole de l'érosion du littoral et a participé à une prise de conscience du phénomène.

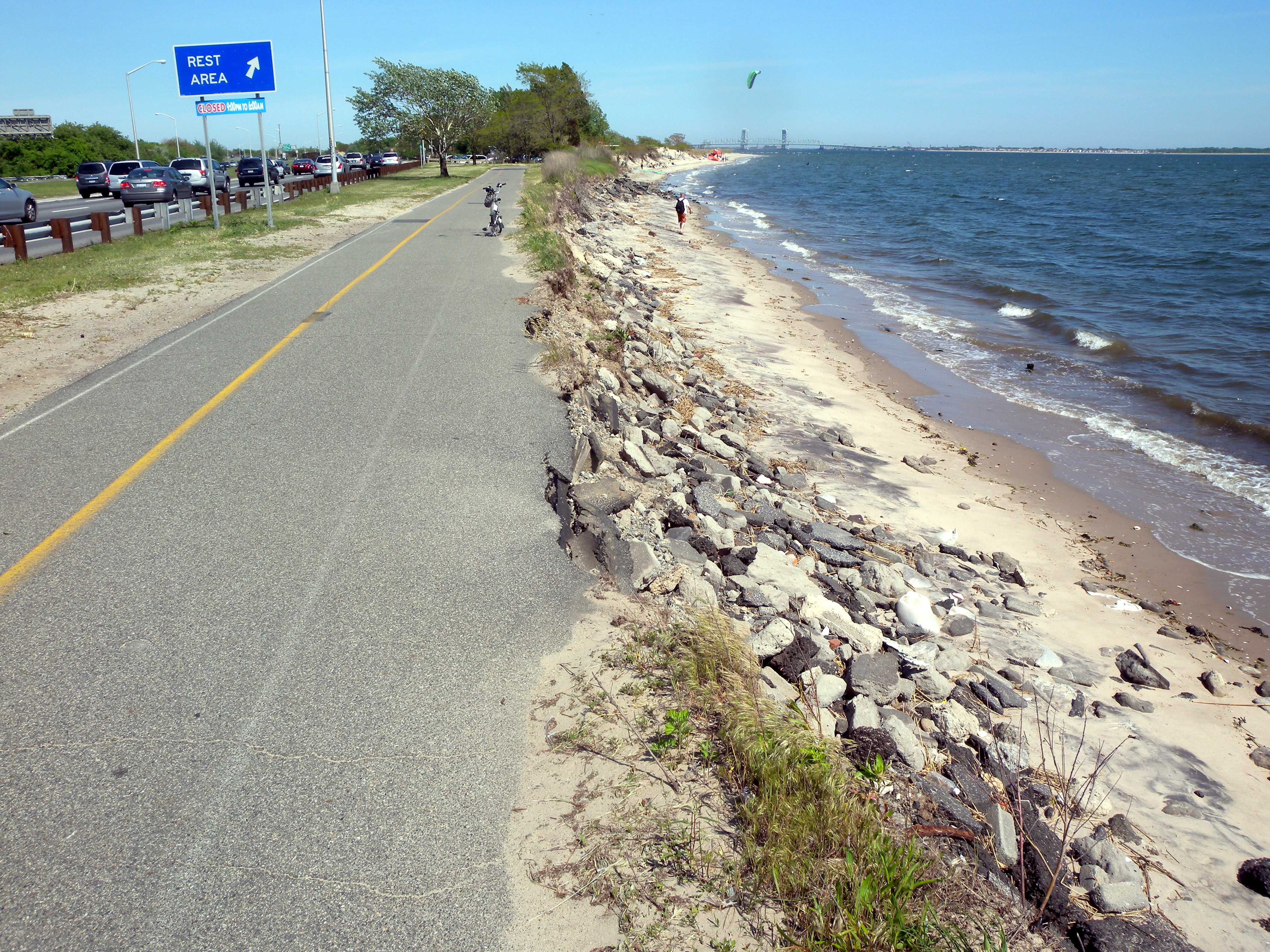
Érosion le long d'une piste cyclable au sud de Brooklyn (Sheepshead Bay).

Plus particulièrement, l'érosion des plages a des causes naturelles et anthropiques. Les principales causes naturelles sont la baisse des apports sédimentaires à la côte depuis la fin de la transgression marine holocène qui faisait remonter vers les rivages d'abondants stocks de sables sous-marins, aggravée par l'élévation actuelle du niveau marin en raison du réchauffement climatique (causes s'exerçant à l'échelle globale et sur de longues périodes de temps — années ou plus), et les surcotes des marées de tempêtes (cause s'exerçant à l'échelle locale, sur de courtes périodes de temps — quelques heures) dont les effets s'observent même sur des côtes non perturbées par l'homme). Les principales causes humaines sont l'anthropisation des fleuves (construction de digues et de barrages) et du littoral (urbanisation des cordons dunaires, bétonisation du littoral, extraction de sédiments, mise en place d'ouvrages littoraux — murs et ouvrages de soutènement, digues côtières, brise-lames, épis, surfréquentation touristique…).

## Histoire, enjeux
Jusqu'à l'ère industrielle, l'érosion marine était un phénomène essentiellement naturel et récurrent, plus ou moins équilibré par des zones d'engraissement (si les plages rétrécissent, les dunes reculent et les falaises se morcellent, des deltas avancent sur la mer...  le trait de côte a toujours fluctué. Et à ce jour, « l’élévation du niveau de la mer n’est pas assez rapide pour causer une érosion des côtes (…) importante ».
L'urbanisation et l'industrialisation du littoral depuis 150 ans ont changé la donne : « Autrefois, les hommes ne s’installaient pas sur les côtes sableuses, ils savaient que c’était mobile ». « Dès le début du tourisme, il fallait être au plus près de la mer (…) ; presque toutes les stations, d’Hendaye (Pyrénées-Atlantiques) à Bray-Dunes (Nord) ont été construites sur les dunes littorales. Les échanges naturels entre la plage et sa réserve de sable qui l’alimentait en cas de tempête ont été rompus. (…) Les systèmes de digues ou d’enrochement, destinés à contrer l’érosion, au lieu d’améliorer la situation, entravent encore plus ces échanges ». Pour autant, les effets du réchauffement climatique sur les côtes ne peuvent être écartés, surtout dans l’avenir. Ainsi, 200 millions d'européens vivent aujourd'hui à moins de 50 km de la mer, et les zones littorales continuent globalement à se vouloir « attractives » pour le tourisme et l'activité économique, en s'artificialisant. En France, de 2013 à 2050, selon l'INSEE, la population littorale pourrait encore croître de 570 000 habitants pour passer à 8,7 millions, alors même que le GIEC prévoit une hausse de la mer de 0,43 m à 0,84 m avant 2100 (menaçant 850 000 emplois).

## Méthode et indicateurs de position du trait de côte
Le trait de côte représente la limite entre terre–mer et varie avec le temps selon les conditions et le contexte dynamique (érosion accrétion), de ce fait, la détermination de cette limite n’est pas toujours aussi facile et précise. Des indicateurs permettent d’estimer la position du trait de côte dans différents endroits des zones littorales comme les lignes des hautes et basses eaux, la ligne du haut de la falaise et la ligne du pied de la falaise.
La règle de Bruun (en) qui représente un concept simple d'érosion littorale liée à transgression marine est un outil de valeur, mais il se heurte à diverses difficultés d'application.

### Méthode de relevé sur les côtes à falaises
La méthode ne s'applique que pour les falaises directement exposées à l’action des vagues. Elle ne prend pas en compte la plateforme d'érosion qui est considérée comme une côte basse. La morphologie des falaises varie en fonction de la lithologie et la résistance des roches et selon l’intensité des processus d’érosion marine et aérienne. On distingue deux types de falaises : les falaises présentant une forte pente (>45°) et les falaises présentant une pente faible (<45° Fig.9 et Fig.10). Sur un secteur à falaise, quatre indicateurs peuvent être relevés : 
1. le pied de falaise (pour les falaises à faible pente) ;
2. le haut de falaise ;
3. la rupture de pente ;
4. la limite d'extension de la végétation.

Dans tous les cas, le relevé du haut de falaise est à privilégier.

### Incertitudes et limite des méthodes de mesure
La détermination du trait de côte n'est pas aussi simple qu'il n'y parait, en raison de la nature mouvante des dunes, de la végétation qui peut ponctuellement cacher certains phénomènes notamment, et au vu la limite des méthodes utilisées ( marge d’erreur lors du calage et géoréférencement des anciennes photos aériennes, difficulté de repérage des points de référence lors de géoréférencement, marges d'erreurs dans la numérisation du trait de côte sur les anciennes photos à prendre en compte dans la comparaison et le calcul de la distance de recul).

## En France
Pour un article plus général, voir littoral français.

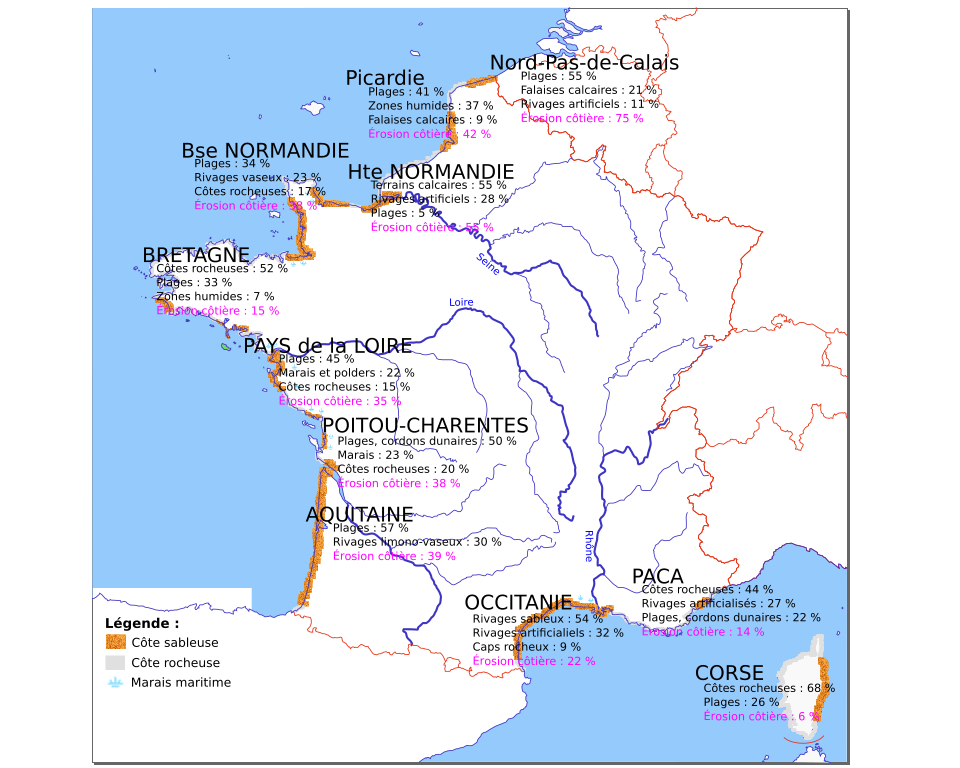
Géomorphologie des côtes de France par région : caractéristiques dominantes du trait de côte et % d'érosion du linéaire côtier (chiffres en 1996).

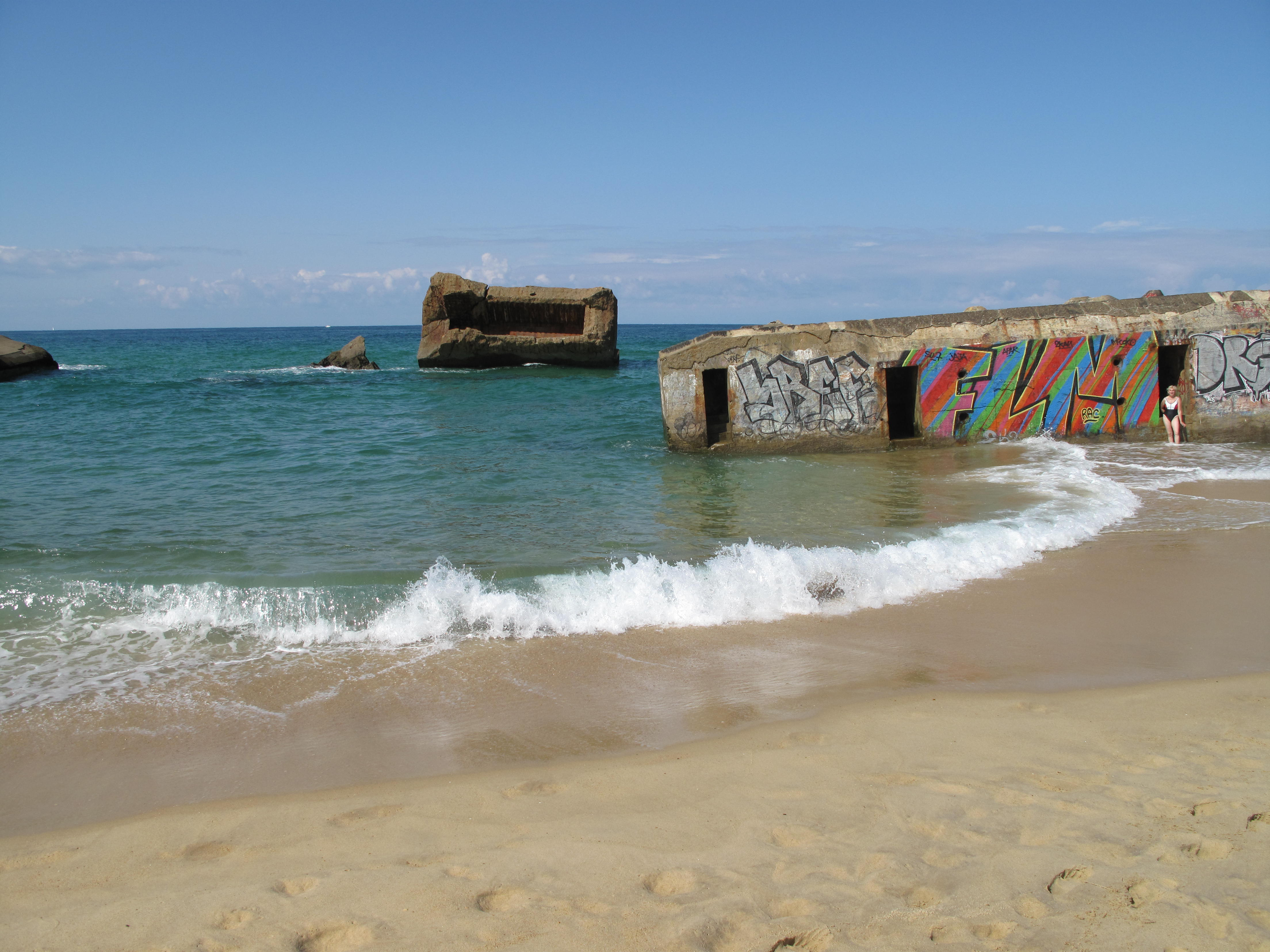
Des blockhaus construits en haut des dunes pendant la Seconde Guerre mondiale sont atteints par la mer.

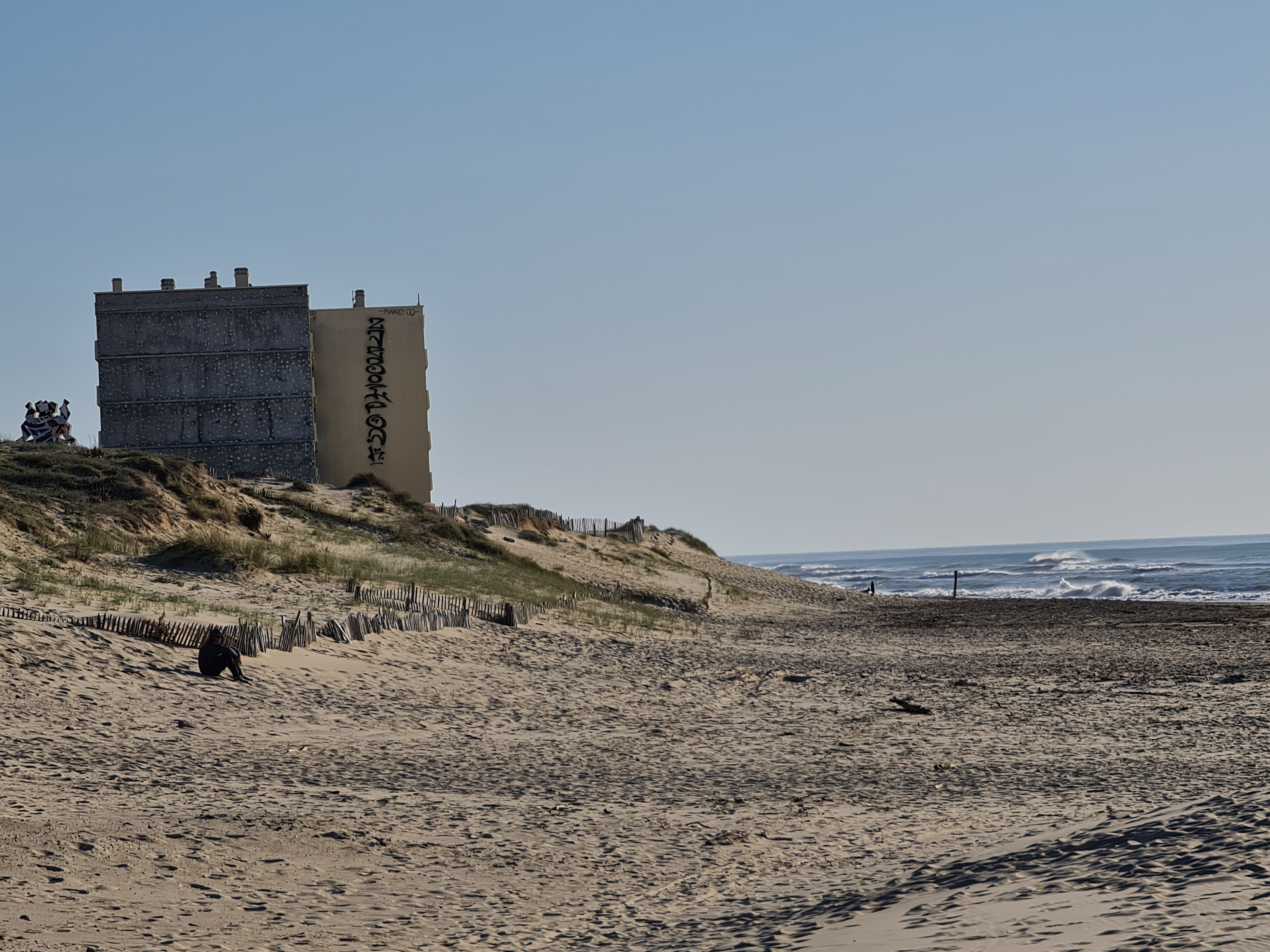
L'immeuble Signal à Soulac-sur-Mer, évacué en 2014, est devenu un symbole de l'érosion côtière.

La gestion du trait de côte et l’élaboration des plans de prévention des risques prennent de l'importance, à cause des risques et coûts induits par ce phénomène.
Une proposition de loi amende la loi littoral, et défini le « recul du trait de côte » comme : « déplacement, vers l’intérieur des terres, de la limite du domaine maritime en raison soit d’une érosion côtière par perte de matériaux rocheux ou sédimentaires, soit de l’élévation permanente du niveau de la mer. Ce recul du trait de côte peut s’étendre au-delà des limites du rivage de la mer tel qu’il est défini à l’article L. 2111-4 du code général de la propriété des personnes publiques »
En 2012, la France s'est dotée d'une Stratégie Nationale de Gestion Intégrée du Trait de Côte (cadre de cohérence pour les stratégies littorales régionales), et de programmes d'actions successifs, afin de mieux suivre les mouvements de la bande côtière et encourager des stratégies locales d'adaptation des territoires aux évolutions du littoral (et au réchauffement climatique : le plan national d’adaptation au changement climatique 2018 – 2022 renforce en effet cette exigence). Un Réseau National des Observatoires du Trait de Côte (RNOTC) a aussi été constitué.

### État des lieux (France)
En 2006, l'IFEN estimait que :
- 25 % du trait de côte reculaient alors que seuls 10 % engraissaient, et ce, malgré les ouvrages de défense contre l'érosion des plages et des bancs de galets[26] ;
- 25,9 % des côtes érodées étaient des zones urbanisées, commerciales ou artificialisées ;
- 9,7 % étaient des terres labourées ;
- 17,4 % étaient des plages et des dunes.

Du point de vue du pourcentage des plages stables, dégraissant ou engraissant, le phénomène semble stable depuis 20 ans sur tout le littoral métropolitain, mais l'ampleur des reculs et avancées semble augmenter. Ainsi, en Aquitaine, le trait de côte a reculé sur plusieurs zones de 10 mètres ou plus, en raison des vents et d'une houle inhabituellement forte, fin 2013-début 2014. Du 14 décembre au 8 janvier, la hauteur de houle a atteint ou dépassé 4 mètres, 60 % du temps, c'était « un phénomène qui ne s'est jamais produit » en Aquitaine, selon les spécialistes. Le Conservatoire du littoral et des rivages lacustres a ainsi perdu une quantité significative de terrains. Le littoral rocheux de la Côte Basque, de Biarritz à Hendaye, est lui aussi régulièrement l’objet d’effondrements plus ou moins importants depuis le début du XXe siècle au moins, : Rocher du Basta à Biarritz, mais aussi Pile d’Assiettes à Saint-Jean-de-Luz et arche de l’un des Deux Jumeaux à Hendaye par exemple. Le rythme de cette érosion à Hendaye paraît plus soutenu depuis le début des années 2000, avec en particulier l’effondrement du Rocher de la Pointe Ste-Anne, en Baie de Loia (entre 2000 et 2006 - voir image ci-dessous) et, le 29 octobre 2020, le spectaculaire éboulement de la corniche entre Socoa (Ciboure) et Hendaye, à la hauteur du récif de Belharra ; la route côtière (D912) est menacée à court terme.

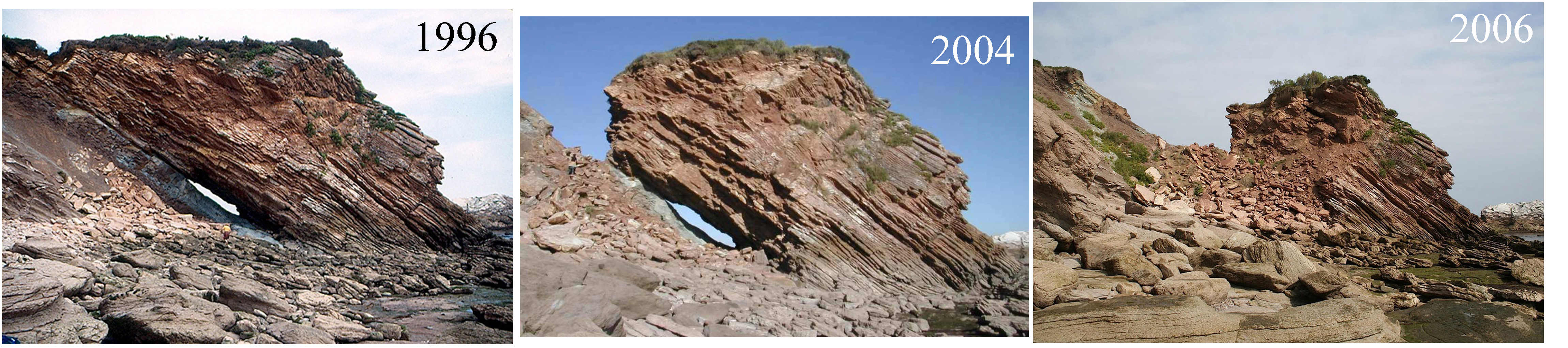
États successifs du Rocher de la Pointe Ste-Anne en Baie de Loia (Hendaye), entre 1996 et 2006. La fissure initiale correspond à la couche à iridium de la limite Crétacé-Tertiaire.

Une étude du groupe de réflexion « la Fabrique écologique » évalue en 2019 entre 3 et 4 milliards d'euros par an à l'horizon 2040 le coût des dommages dus à une montée des flots de 45 centimètres. Un quart du littoral est grignoté par la mer et 1,4 million de résidents sont à la merci de ce recul, ainsi que 850 000 emplois. Si l'eau devait monter d'un mètre d'ici à 2100, 200 kilomètres de routes nationales, 355 kilomètres d'autoroutes, 1 967 kilomètres de voies ferrées et 4 388 kilomètres de routes départementales seraient noyés. Plus d'un tiers des 303 communes tenues d'avoir un plan de prévention des risques littoraux (PPRL) approuvé n'en disposent toujours pas.
La Normandie connaît une importante érosion de son littoral, en grande partie liée à l'anthropisation. 60 % des plages normandes tendent à reculer. L'érosion du littoral la plus active a lieu entre la baie du Mont Saint-Michel et le cap de la Hague, à l'ouest du département de la Manche : le recul peut y atteindre 5 mètres par an en moyenne. Sur les falaises de craie de Seine-Maritime, le recul est de 20 cm/an en moyenne.
Dans le Nord-Pas-de-Calais, où 70 % environ du trait de côte est en régression, un « plan littoral d'action pour la gestion de l'érosion » (« P.L.A.G.E ») a été mis en place, avec le syndicat mixte de la Côte d'Opale.

### Exemple des falaises de la pointe aux Oies dans leNord-Pas-de-Calais
La zone côtière du Nord-Pas-de-Calais est une zone densément peuplée, le recul du trait de côte et les submersions de tempête représentent une menace pour les habitations dans plusieurs secteurs de ce littoral. La falaise de la pointe aux Oies, ainsi que toutes les falaises du Boulonnais, n’ont pas fait l’objet d’une étude détaillée et synthétique visant à établir les vraies valeurs de leur recul et à déterminer les causes de leur évolution, mais des auteurs indiquent que la cartographie à grande échelle permet de lever cet obstacle et que la lithologie et la topographie de ces falaises jouent un rôle important dans leurs évolutions.
Les falaises de la pointe aux Oies font partie des falaises de Boulonnais qui sont taillées dans des terrains du Secondaire. Elles sont relativement basses (12 m d'altitude environ) et constituées de sables et de grès calcareux du Portlandien supérieur, surmontés par des argiles sableuses, ocres, à concrétions de limonite, d’âge wealdien.
Le recul du haut de falaise dans ce secteur étudié est bien marqué sur les cinquante années passées entre 1959 et 2013 jusqu’à aujourd’hui. Si on compare les valeurs moyennes de recul à des endroits différents, on peut constater que le recul n’est pas homogène dans tout le secteur parce que, dans la partie sud de la pointe aux Oies, on a pu constater des valeurs moyenne de recul de 20 m tandis que, dans la partie nord, le recul est moins important et ne dépasse pas les 10 m. Le paysage est nettement modifié soit par des brusques effondrements soit par la déstabilisation des blockhaus, ce qui représente un vrai danger pour les maisons situées à proximité de la zone rouge.
Le recul du haut de falaise représente un vrai danger pour les maisons situées à proximité, les valeurs moyennes de recul montrent qu’à court terme le chemin de randonnée pourrait être coupé et à moyen terme la seconde ligne de maisons pourrait être à son tour menacée.
Cette tendance de recul est favorisée par différents agents climatiques comme les fortes précipitations qui provoquent la déstabilisation des terrains en haut de la falaise et l’érosion marine due à l’action des vagues au pied de la falaise bien que cette dernière (l’érosion marine) soit affaiblie par les blocs gréseux sur le haut de l’estran qui représente une sorte de barrière contre les vagues.
La loi littoral en Droit français encadre l'aménagement de la côte pour, notamment, la protéger des excès de la spéculation immobilière.
Le Grenelle de la mer en 2009 a estimé qu'elle était insuffisamment appliquée, mais souligne aussi un « manque de coordination entre les communes d’une même partie du littoral concernées par ledit processus physique : la création d’épis ou d’autres ouvrages de défense contre la mer sur une commune ayant des conséquences sur les communes voisines devrait, pour être efficace, s'inscrire dans une démarche globale et cohérente. Les risques littoraux (érosion, submersion…) ne sont pas pris en compte dans les SCOT. Le risque corrélatif d’ensablement ou d’envasement de certaines zones est également décrit et invite à cette vision globale et de réseaux de suivi pour évaluer ces risques ». Le Centre d'Études Techniques Maritimes et Fluviales (CETMEF) peut aider les collectivités quant aux aspects techniques. 
Le Grenelle de la mer suggère aussi de mieux « apprécier l’impact de l’extraction des granulats sur l’évolution du trait de côte et sur les écosystèmes », soulignant que « compte tenu de la raréfaction des ressources terrestres, cette activité est amenée à se développer (actuellement : 1 % de granulat marin au regard de la production totale de granulats en France, à comparer avec les 20 % en Grande-Bretagne et les 40 % aux Pays-Bas). Les conditions de l’'exploitation doivent être très strictes au regard de l'impact sur les milieux marins et Littoraux et autorisée sur des zones restreintes afin que son développement économique et durable puisse faire l'objet d'une programmation ».
Un Comité national du trait de côte (CNTC) est créé en mars 2023, après que la loi « Climat et Résilience » du 22 août 2021 ait placé l'érosion côtière parmi les priorités du gouvernement ; et « une liste des communes "dont l'action en matière d'urbanisme et la politique d'aménagement doivent être adaptées aux phénomènes hydrosédimentaires entraînant l'érosion du littoral » (dispositif « volontaire » permettant à ces communes de bénéficier d'un droit de préemption spécifique, de mobilisation des établissements publics fonciers, d'un « bail réel d'adaptation à l'érosion côtière »  (BRAEC), de dérogation à certaines règles de la loi Littoral, à certaines conditions, etc. ) est créé dans le cadre du Plan national d'adaptation au changement climatique. Mi-2023, 242 communes s'y étaient inscrites. Pour faciliter « la relocalisation progressive de l'habitat et des activités », un droit de préemption spécifique a été créé par l’article 244 de la loi Climat et Résilience, primant le droit de préemption des SAFER au bénéfice des communes et EPCI concernées « qui intègrent une cartographie des zones exposées à horizon 0-30 ans et 30-100 ans dans leur document d'urbanisme », à des conditions précisées par un décret du 29 juin 2024 ; « Il permet d'acquérir des biens situés dans les zones concernées, en vue d'en assurer la renaturation avant leur disparition, et de pouvoir éventuellement autoriser à titre temporaire un usage ou une activité compatible avec son niveau d'exposition. Il peut être délégué notamment à des établissements publics y ayant vocation, tels que les établissements publics fonciers (EPF) de l'État et locaux, dont les missions ont été renforcées dans ce domaine par la même loi et qui couvrent l'intégralité du littoral métropolitain et ultramarin (...) La collectivité territoriale concernée peut ainsi mobiliser directement le droit de préemption qu'elle a instauré, le déléguer à un acteur compétent, notamment à un EPF, et/ou conventionner avec une SAFER pour intervenir dans certaines situations ».

## Guides, prévention et gestion des risques
L'importance actuelle et plus encore prospective des enjeux fonciers, territoriaux et stratégiques des risques risques de submersion marine, des outils et référentiels sont publiés par divers niveaux de collectivités.
- Concernant l'évaluation du niveau de risque, les méthodes de caractérisation des aléas littoraux ont beaucoup évolué, en intégrant les progrès de la modélisation[42], des indicateurs de suivi[43] et une caractérisation des zones de vulnérabilité[44].
- En Europe, alors qu'environ 70 des 455 millions d'habitants vivent sur le littoral (soit 16 % de la population) et que de plus en plus de gens veulent y vivre ou finir leurs jours, un guide a été produit en 2004 à la suite du projet « Eurosion » soutenu par la commission européenne, sur la protection des biens et des personnes contre les ondes de tempête, l’intrusion d'eaux marines, la pollution par les engrais, pesticides et autres polluants apportés en mer par les fleuves et les crues, et pour la réhabilitation des services écosystémiques fournis par les écosystèmes littoraux[45].
- En France, un guide de la gestion du trait de côte (avec une version numérique) a été élaboré par le ministère chargé de l'écologie, prévu pour fin 2009, publié en 2010[46] pour faciliter l'aide et la décision, via une méthodologie de choix et mise en œuvre d'options de gestion du trait de côte, et une description des techniques de défense contre la mer (et de leurs limites). Il s'inscrit dans un projet de stratégie nationale de gestion du trait de côte, intégrant une gestion plus « naturelle[47] » ou un recul stratégique et une défense contre la mer prenant en compte le changement climatique. Un nouvel indicateur de prédisposition au risque d’érosion côtière a été proposé, et testé en Manche et en Vendée[48]. Des « cartographies prospectives » sont publiées[49]. Des guides concernent aussi des enjeux plus locaux, avec par exemple la protection des milieux dunaires et forêts sur dunes[50], ces dernières étant particulièrement vulnérables aux tempêtes[51]. Dans le Nord, au début des années 2020 l'outil collaboratif de science participative de suivi du trait de côte et de la morphologie côtière CoastSnap est testé, notamment utile en période de tempêtes ou de surcote[52]

#### Ouvrages en français
- André Guilcher, 1954. Morphologie littorale et sous-marine, PUF, Collection Orbis.
- Alain Miossec, 1998. Les littoraux entre nature et aménagement. Sedes.
- Alain Miossec, « Les processus littoraux » in Veyret Y., L'érosion entre nature et société, Sedes, p. 161-178.
- Roland Paskoff, 1992. Côtes en danger. Masson.
- Roland Paskoff, 1998. Les littoraux. Impacts des aménagements sur leur évolution. Masson, 3e édition.
- Roland Paskoff, 2001. L'élévation du niveau de la mer et les espaces côtiers, le mythe et la réalité. Institut océanographique.
- Jean-Pierre Peulvast et Jean-René Vanney, 2001 et 2002. Géomorphologie structurale. Tomes 1 & 2. Gordon & Breach (chapitres sur l'océanographie).
- Jean-Pierre Pinot, 1998. La gestion du littoral : littoraux tempérés. Côtes rocheuses et sableuses, tome 1, Institut océanographique.
- Jean-Pierre Pinot, 2000. La gestion du littoral : littoraux tempérés. Littoraux vaseux et embouchures, tome 2, Institut océanographique.
- Paolo Pirazzoli, 1993. Les littoraux, Nathan Université, Collection Géographie d'aujourd'hui.
- Jean-René Vanney, 2002. Géographie de l’océan global. Gordon & Breach.
- Meur-Férec C. et al, 2006, Vers une stratégie de gestion à long terme de l’érosion côtière : l’apport de l’évaluation de la vulnérabilité, La Baule, Interaction Nature, Société, Analyses et modèles, UMR 6664 LEGT, 5 p.
- Marie-Claire Prat et Teddy Auly, « L’évolution du littoral médocain à Lacanau », Sud-Ouest européen, no 29,‎ 2010, p. 53-64 (lire en ligne, consulté le 26 janvier 2020).

#### Ouvrages en anglais
- Davis R.A. & Fitzgerald D.M. 2003. Beaches and Coasts, Blackwell Science
- Carter R.W.G. 1988. Coastal environments, AP.
- Kelletat D.H. 1995. Atlas of coastal geomorphology and zonality. CERF, special issue no 13.
- Sunamura T. 1992. Geomorphology of rocky coats, Wiley.
- Viles H. 1988. Biogeomorphology, Blacwell, Oxford. (Chapitre Coastal biogeomorphology par T. Spencer)
- Viles H. & Spencer T. 1995. Coastal problems. Geomorphology, ecology and society at the coast.

#### Numéros spéciaux de revues et articles spécialisés
- Mappemonde, no 1-1993.
- Hommes et Terres du Nord, no 3-1992, no 1/2-1995.
- Norois, no 165-1995.
- Cahiers nantais, no 41/42 – 1994.
- Cahiers nantais, no 47/48 – 1997.
- Finkl, C. (2004). Coastal classification: systematic approaches to consider in the development of a comprehensive scheme. Journal of Coastal Research, 20, p. 166-213.
- Trenhaile, A. S. (2002). Rocky coasts, with particular emphasis on shore platforms. Geomorphology 48, p. 7-22.
- Trenhaile, A. S. (2002). Modeling the effect of weathering on the evolution and morphology of shore platforms. Journal of Coastal Research, 17, p. 398-406.
- Meur-Férec, C., & Morel, V. (2004). L'érosion sur la frange côtière: un exemple de gestion des risques. Natures Sciences Sociétés, 12(3), 263-273 (résumé).